# Csaba Asztalos
Csaba Ferenc Asztalos (n. 17 februarie 1974, Baia Mare) este un jurist și politician maghiar din România, fost membru al UDMR, formațiune din care a demisionat în septembrie 2013. În prezent este președintele Consiliul Național pentru Combaterea Discriminării, la al doilea mandat. 

## Viața personală
Csaba Asztalos este căsătorit și locuiește în București.

## Educație
Csaba Asztalos a absolvit liceul în Baia Mare, la secția de limbă maghiară a Colegiului Național „Mihai Eminescu”, unde a avut specializarea filologie. Între anii 1993 și 1997 a urmat studii juridice la Universitatea din Oradea, Facultatea de Știinte Juridice și Administrative. Între anii 2008-2009 a obținut un MBA în administrație publică de la Universitatea din Limerick, din Irlanda. 
Între 2003 și 2010 a fost doctorand în drept internațional  la Universitatea din București, Facultatea de Drept.

### Studii post-universitare
Între anii 2003 și 2006 a urmat studii post-universitare la: Centrul European pentru Studii de Securitate “George C. Marshall” în Garmisch-Partenkirchen, Germania (2004), Departamentul de Stat al S.U.A. din Washington D.C (prin programul “Young Leaders Project on Current Social, Political, and Economic Issues”, 2003), Școala Internațională pentru studierea Holocaustului „Yad Vashem” din Ierusalim prin programul “Studii despre Holocaust pentru politicienii români” (2003); a urmat cursul „Intelligence and Democracy” la The Center for Civil – Military Relations Naval Postgraduate School, organizat prin Programul de dezvoltare al Națiunilor Unite și Fundația Parteneri pentru Dezvoltare Locală în Monterey, California (2004) și cursul „Securitate și buna guvernare” la Universitatea Națională de Apărare „Carol I” – Colegiul Național de Apărare (2006). A absolvit, de asemenea, Colegiul Superior de Siguranță Națională la Academia Națională de Informații din București (2006).

## Cariera
În 2002 a fost ales membru al Colegiului Director al CNCD, iar în 2005 a devenit președintele acestei instituții pentru un mandat de cinci ani. A început cel de-al doilea mandat la 26 aprilie 2010.
În perioada ianuarie-aprilie 2010 a fost Consilier de Stat în Cabinetul Vice Prim-ministrului Béla Markó din Guvernul Boc II.
La 12 septembrie 2013 Csaba Asztalos a demisionat din UDMR, spunând: „Mi s-a reproșat că sunt ungur și că sunt membru UDMR și că nu aș putea să soluționez echidistant anumite plângeri. Din această cauză am decis să îndeplinesc și formal criteriul independenței, pe care pe fond l-am îndeplinit din prima zi a numirii.”

## Activitate publică
La 21 noiembrie 2006 CNDC a admis plângerea lui Emil Moise cu privire la afișarea simbolurilor religioase în școlile publice. Decizia CNDC, numită și Cauza Emil Moise vs. Ministerul Învățământului, prevedea următoarele: „Ministerul Educației trebuie să elaboreze și să implementeze într-un interval rezonabil de timp un regulament intern care va reglementa prezența simbolurilor religioase în instituțiile de învățământ publice. Această normă internă trebuie să se bazeze pe următoarele principii:
- Trebuie să asigure dreptul la educație și accesul la cultură, pe baza de egalitate;
- Trebuie să respecte dreptul părinților de a asigura educația copiilor lor pe baza convingerilor lor religioase și filosofice;
- Trebuie să respecte caracterul laic al statului și autonomia de religii;
- Trebuie să asigure libertatea de religie, conștiință și convingeri a tuturor copiilor, pe bază de egalitate;
- Simbolurile religioase pot fi afișate în timpul orelor de educație religioasă și în zonele destinate exclusiv învățământului religios.”

Președintele CNCD în funcție, Csaba Ferenc Asztalos, a declarat că "[Prin această decizie], am recunoscut relația dintre stat și religii în România, nu am atins cu privire la recunoașterea istorică a contribuțiilor creștinismului la formarea poporului român . Acum, facem apel la stat, prin Ministerul Educației, să își asume responsabilitățile cu privire la ceea ce se întâmplă în școli, în acest sens". La data de 11 iunie 2008, Înalta Curte de Casație și Justiție a decis că prezența icoanelor în școli este legală, practic anulând decizia CNCD.
Asztalos și-a exprimat opinia asupra situației orelor de religie predate în școlile din România, deplângând relația Bisericii cu Statul, care ar încălca dreptul și libertatea de conștiință ale elevilor. Potrivit acestuia, „dacă s-ar recunoaște (cum ar fi legal) faptul că religia poate fi doar facultativă, atunci profesorii de religie nu ar mai fi angajați permanent în școli, ci doar prin contracte temporare, pe an școlar” iar „înscrierea din oficiu a elevilor la ora de religie - adică de către stat - încalcă libertatea conștiinței, dreptul părinților sau al tutorelui legal de a asigura potrivit propriilor convingeri educația copilului, [pentru că] nicio persoană din România nu este obligată să răspundă la o întrebare cu privire la apartenența sa la un cult.”
În iunie 2013, după ce încercarea Comisiei Parlamentare de a amenda prin noua Constituție căsătoria ca fiind legală doar „între un bărbat și o femeie” (schimbând forma actuală: „între soți”), practic interzicând căsătoriile între parteneri de același sex, a eșuat, Comisia a reluat votul și asupra amendamentului propus cu o zi înainte care prevedea protecție împotriva discriminării pe criteriul orientării sexuale, și a fost respins. Csaba Asztalos împreună cu alți membrii ai societății civile au reacționat, condamnând public comisia de interese politice și discriminare împotriva minorităților sexuale. El a spus că noile amendamente (care ar fi interzis căsătoriile între parteneri de același sex) „sunt aduse pe masă tocmai pentru a manipula, tocmai pentru a incita, tocmai pentru a servi alte ținte decât o problemă reală” și că „în momentul în care noi canalizăm ura societății prin acte cum ar fi Constituția doar pentru, de exemplu, a avea cvorum la Constituție [...] nu este normal.”
Într-un interviu pentru Adevărul, în iunie 2013, a declarat că „există riscul ca CNCD să se politizeze.”  Acesta susține că membrii colegiului director al CNDC, propuși de PSD și PNL, votează decizii de soluționare de petiții în funcție de interese politice.
În octombrie 2013 Asztalos declara pentru Hotnews că "Îmi este rușine de această decizie a CNCD. Ea confirmă temerile mele și semnalul meu de alarmă că instituția poate sa ia decizii politice". Acesta s-a referit la eșecul instituției de a sanționa afiirmațiile dicriminatorii ale unor politicieni, deputatul PNL Alexandru Băișanu fiind unul dintre cazuri.

### Incidente
Pe 10 octombrie 2012, Csaba Asztalos a fost atacat pe o stradă în centrul Bucureștiului de un grup de patru persoane, care l-au amenințat, bruscat și i-au adus injurii. Acesta a refuzat să comenteze pe moment incidentul ; ulterior a depus o plângere la Poliția Capitalei și a acordat un interviu  în care a spus că a primit scrisori anonime care amenințau pe el și pe familia sa.
Un grup de ONG-uri au adresat o scrisoare deschisă premierului Victor Ponta, cerându-i garantarea integrității fizice a acestuia și începerea unei anchete. Acestea își exprimă „profunda îngrijorare cu privire la atacurile mediatice îndreptate împotriva instituției Consiliului Național de Combatere a Discriminării (CNCD) respectiv a celor psihologice și fizice dar și mediatice" la adresa președintelui acestei instituții. Liderii UDMR au condamnat public agresiunea împotriva directorului CNCD.
În aceeași scrisoare adresată premierului, se mai precizează că atacul „a avut loc la doar câteva zile după exprimarea unor poziții publice ale instituției pe care o reprezintă domnul Csaba Asztalos privitor la derapajele rasiste înregistrate la nivelul clubului de fotbal Steaua. Considerăm acest atac drept inacceptabil și cu serioase efecte negative asupra instituțiilor ce protejează drepturile omului în România, având în vedere că, cel mai probabil, motivația care a stat la bază comiterii acestuia se află în directă legătură cu mandatul, rolul și hotărârile luate de Colegiul Director al CNCD”. Grupul de ONG-uri, reunit sub umbrela Coaliției Antidiscriminare din România i-a cerut premierului condamnarea publică a actului de intimidare, ceea ce s-a și întamplat.